# DAF Castrosua

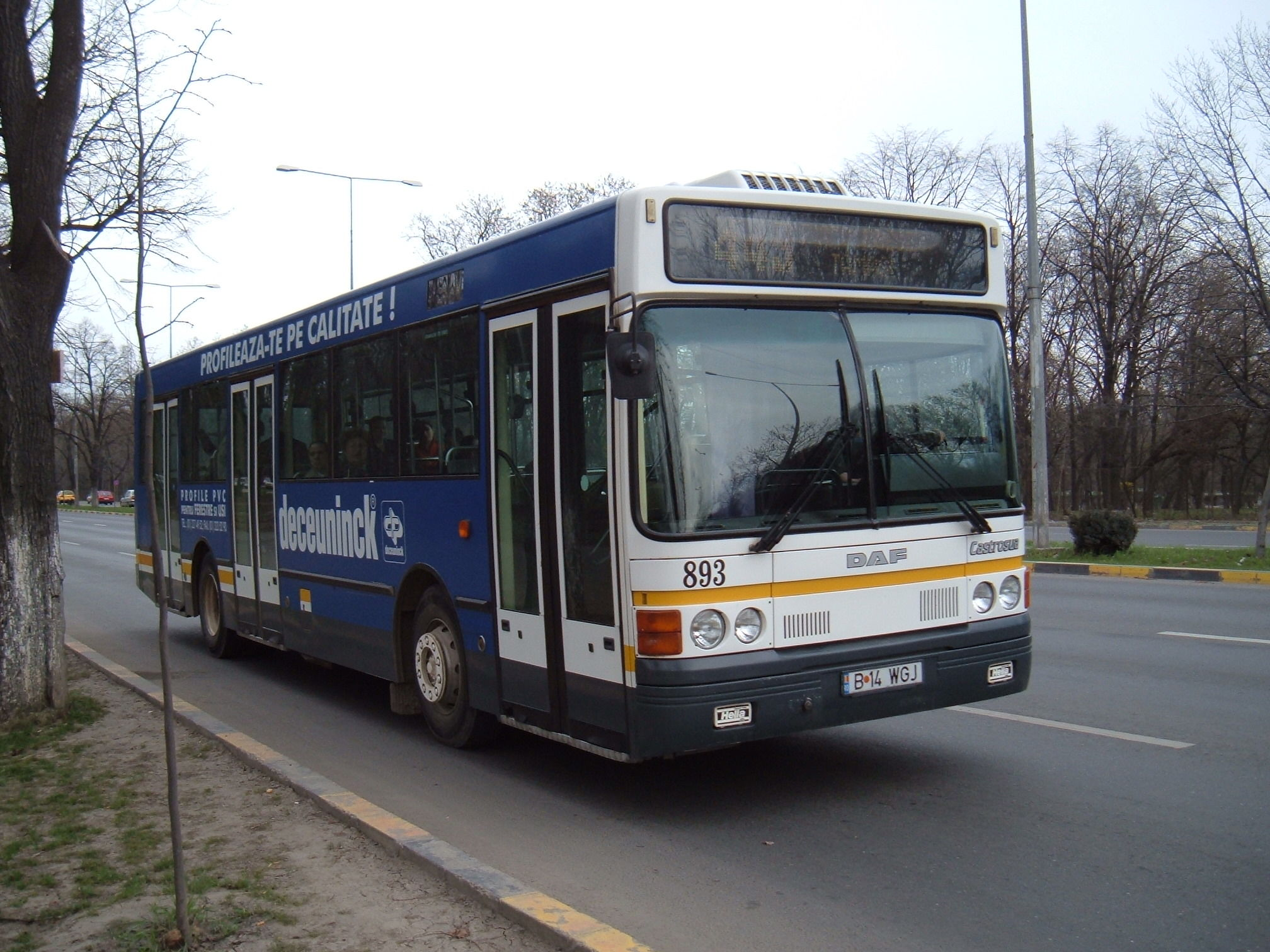
Autobuzul DAF cu numărul de parc 893 pe linia 449

DAF Castrosua a fost un model de autobuz care a circulat la RATB între anii 1994-2012. În 1994, anul sosirii primelor autobuze, erau ultra moderne, pe lângă vechile DAC-uri și Ikarus-urile 260.
Din 2006, anul venirii autobuzelor germane MERCEDES CITARO, s-a început casarea lor.

## Date tehnice
- Motor DAF GS160M (218 HP)
- Scaune 30
- Pasageri 70
- Greutate 17 t
- Lungime 11,8 m